# Schlechterina
Schlechterina je rod iz porodice Passifloraceae, iz tribusa Passifloreae. Opisao ga je Harms 1902. godine
Vrste u ovom rodu:
- Schlechterina mitostemmatoides Harms

Raste u Keniji, Mozambiku i Tanzaniji. Područje prostiranja (AOO) je 419 km četvornih. Raste pri zemlji, kao lijana ili penjačica, u suhim šumama i na rubovima šuma, šumarcima, gustišu i travnjacima i priobalnom grmlju. Ugrožena je na priobalju zbog širenja posjeda malih poljoprivrednika. Čimbenik ugroze su rekreacija, urbanizacija i sječa drva. Svrstana je u IUCN-ov popis ugroženih vrsta. Budući da je brojna u zaštićenim područjima, ugroženost je na razini niske zabrinutosti. Procjena datirana 26. ožujka 2013. godine.